# Burma i olympiska sommarspelen 1948
Burma, formellt Myanmar, deltog i de olympiska sommarspelen 1948 för första gången.